# Yezoceryx nebulosus
Yezoceryx nebulosus är en stekelart som beskrevs av Wang 1982. Yezoceryx nebulosus ingår i släktet Yezoceryx och familjen brokparasitsteklar. Inga underarter finns listade i Catalogue of Life.